# 王明娟
王明娟（1985年10月11日—），湖南永州江永人，瑶族人。中国女子举重運動員，亦為中国国家举重队成員，女子举重48公斤世界记录保持者。

## 生涯
王明娟於1997年起在湖南江永縣體育學校接受舉重運動的訓練，教練是陳桂鳳。兩年後，她取得晉升至省隊的機會，周繼紅為她的教練。2001年，她成為國家隊一員，馬文輝為她的教練。
就在王明娟入選國家隊的那一年，16歲的她於廣東舉行的九運會中，報名參與了舉重項目的女子48公斤級小項，並以破全國紀錄的總成績210公斤奪得湖南隊在當屆賽事的第一面金牌。翌年，她先後成為世界錦標賽以及世界青年錦標賽的冠軍得主，當中的世界錦標賽中，她以總成績207.5公斤摘下該屆賽事的首金。
2003年，王明娟在世界錦標賽的女子48公斤級小項以2.5公斤的差距，刷新了世界紀錄，兼蟬聯該賽事的錦標，但她卻由於此賽事而受傷，使她錯過了雅典奧運的機會。同年10月的五城會中，她在舉重項目中因挺舉三次失敗而無緣獎牌。2005年10月，王出戰十運會舉重項目的女子48公斤級小項，但由於在三次抓舉都未能成功而未能衛冕金牌。隨後1個月在多哈舉行的世界錦標賽中，她以15公斤的優勢領先泰國對手，贏得她個人第三個冠軍。
2006年12月，王明娟在多哈亞運舉重項目的女子48公斤級小項中奪得金牌，總成績為206公斤。翌年5月，她在合肥的全國錦標賽中，她最終因體重較高而排名第4。
2009年10月，第十届全运会女子举重48KG比赛中,以抓举99公斤，挺举121公斤，总成绩220公斤夺得冠军,并打破世界记录。
2010年参加广州亚运会，以210千克的成绩获48公斤级比赛冠军，并创造了亚运会纪录。
2012年，王明娟代表中国出戰英國倫敦舉行的奥林匹克运动会舉重比賽女子48公斤級賽事，收获中国代表团第二枚金牌。
2013年，王明娟向湖南省体育局提交了退役申请，结束了运动员生涯。

## 資料來源
1. 1 2 3  .   [2012-07-16]. （原始内容存档于2012-08-01）.（简体中文）
2. ↑  體育湘軍戰九運：王明娟為湖南奪得首金[永久]
3. ↑  .   [2007-06-10]. （原始内容存档于2003-12-05）.
4. ↑  .   [2016-05-18]. （原始内容存档于2017-01-14）.
5. ↑  我的奥林匹克－王明娟[永久]
6. ↑  .   [2007-06-10]. （原始内容存档于2007-09-27）.
7. ↑  .   [2009-10-29]. （原始内容存档于2021-01-11）.
8. ↑  . 2010年广州亚运会官方网站.   [2011-12-27]. （原始内容存档于2010-11-16） （中文（简体））.
9. ↑  王明娟一举中国军团再添一金 （页面存档备份，存于）.萧山日报.2012-07-31
10. ↑  举重奥运金牌得主王敏娟退役 受年龄伤病制约 （页面存档备份，存于）.新京报.2013-03-29